# Todo corazón
Todo corazón es el vigésimo primer trabajo discográfico del Binomio de Oro  ya con su nuevo nombre Binomio de Oro de América grabado por la compañía Codiscos y publicado el 25 de junio de 1993, después de un año del fallecimiento de Rafael Orozco se buscaron varios cantantes en  su reemplazo y era Gaby García quien se integró al grupo por su parecido en su rostro y su voz, luego llegaron otros como Jean Carlos Centeno y Richard Salcedo en la producción se destacan temas como Que bonito, Aruba, Viva mi selección, A Emilianito y Oye mami qué pasó ambos  de la autoría de Israel Romero, Dime quien de Fabián Corrales, La gota fría de Emiliano Zuleta, Lagrimas en las guitarras de Hernán Urbina, y No te vayas de Jorge Valbuena entre otros, también se publicó la producción el 19 de julio de 1994.

## Canciones
| N.º   | Título                                                 | Escritor(es)                           | Duración |  |
| 1.    | «Que bonito» (Richard Salcedo y Gabriel "Gaby" García) | Israel Romero                          | 4:54     |  |
| 2.    | «Verónica» (Gabriel "Gaby" García)                     | José Alfonso "Chiche" Maestre          | 5:00     |  |
| 3.    | «Sentirse enamorado» (Gabriel "Gaby" García)           | Rosendo Romero                         | 5:12     |  |
| 4.    | «No te vayas» (Jean Carlos Centeno)                    | Jorge Valbuena                         | 4:04     |  |
| 5.    | «A Emilianito» (Gabriel "Gaby" García)                 | Israel Romero                          | 3:39     |  |
| 6.    | «Dime quien» (Gabriel "Gaby" García)                   | Fabián Corrales                        | 4:59     |  |
| 7.    | «Oye mami, qué pasó» (Richard Salcedo)                 | Israel Romero                          | 4:40     |  |
| 8.    | «Como nace una ilusión» (Gabriel "Gaby" García)        | Fernando Meneses                       | 3:41     |  |
| 9.    | «La gota fría» (Gabriel "Gaby" García)                 | Emiliano Zuleta Baquero                | 4:37     |  |
| 10.   | «Lágrimas en las guitarras» (Gabriel "Gaby" García)    | Hernán Urbina Joiro                    | 4:22     |  |
| 11.   | «María» (Gabriel "Gaby" García)                        | Hildebrando Mora / Belisario Francisco | 4:25     |  |
| 12.   | «Aruba» (Richard Salcedo)                              | Israel Romero                          | 4:53     |  |
| 13.   | «Viva mi selección» (Jean Carlos Centeno)              | Israel Romero                          | 5:06     |  |
| 55:52 |                                                        |                                        |          |  |

## Detalles del disco
En la producción aparece Israel Romero al lado de una silla vacía, lo que sería el comienzo de una nueva etapa del Binomio de Oro. El álbum Todo Corazón era publicado en países como Venezuela, Estados Unidos y el Perú, y sonaba ya en las emisoras de radio.
- Datos: Q60967181